# Скон

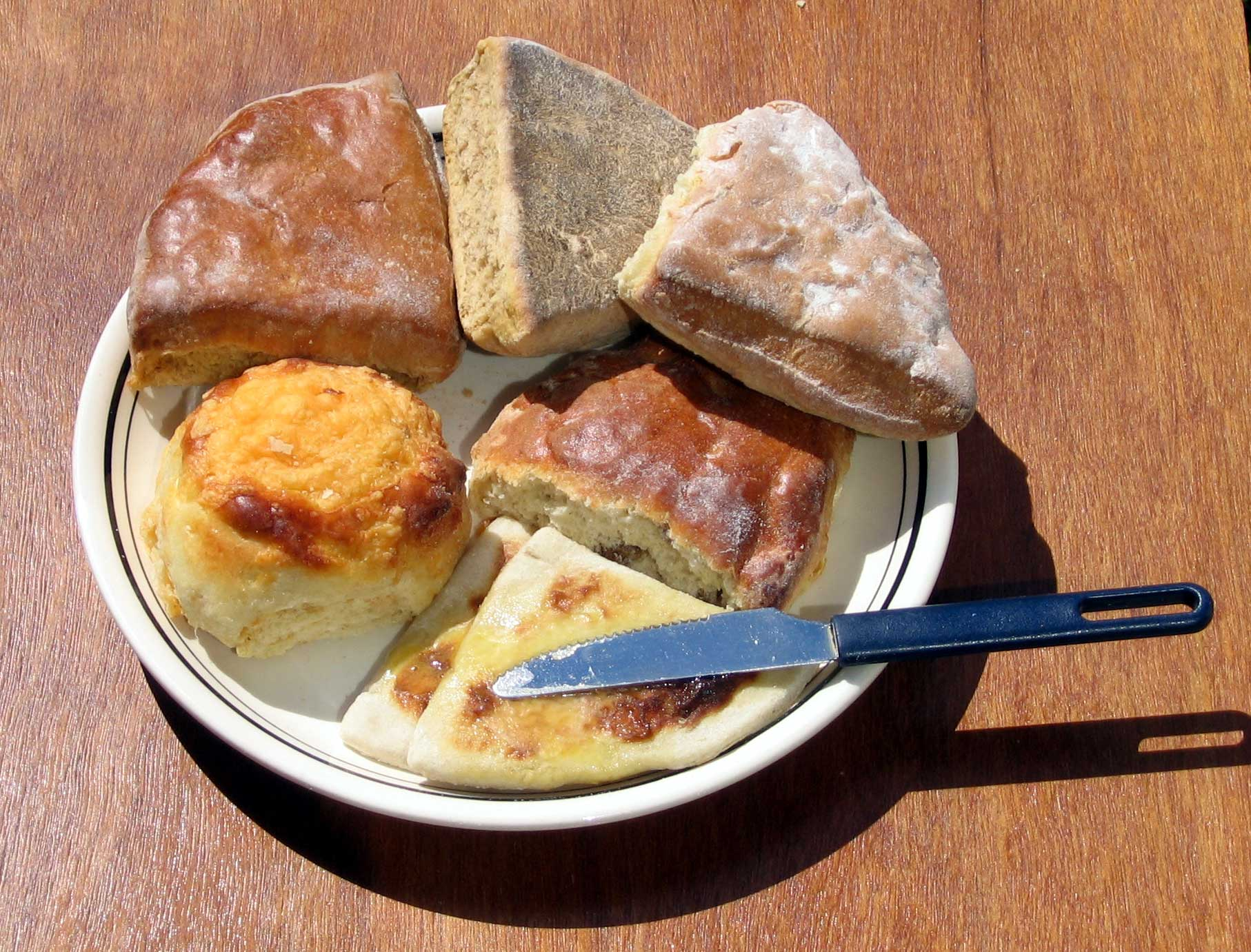
Сконы различных видов

Скон (англ. scone) — общее название разных разновидностей британской сладкой выпечки. Сконы обычно подают к чаю. Они популярны в Англии (особенно на юго-западе страны), Шотландии и Корнуолле, а также во многих бывших британских колониях.
Для сконов обычно используют пшеничную муку, но иногда может использоваться и другая мука, например, овсяная. Обычно в сконы добавляется разрыхлитель. Эти булочки являются обязательной составляющей церемонии распития так называемого корнуольского или девонширского чая.

## История и описание
Изначально сконы готовились круглыми и плоскими, обычно размером с блюдо среднего размера. Они делались из пресной овсяной муки и выпекались на сковороде, затем разрезались на треугольной формы куски и подавались к столу. Сегодня многие назвали бы большой круглый хлеб такого рода «лепёшкой» (англ. bannock), а его кусочки — словом «скон». В Шотландии могут использоваться оба слова.
Когда разрыхлитель стал широко доступен, сконы начали выпекать в духовке.
Современные сконы можно приобрести в многочисленных британских и ирландских пекарнях, продуктовых магазинах, ресторанах и супермаркетах, однако многие домохозяйки по-прежнему предпочитают выпекать их дома.
Сконы, продаваемые в магазинах, обычно круглые по форме, хотя встречаются и шестиугольные.
Приготовленные дома сконы имеют самые разнообразные формы и часто готовятся по уникальным семейным рецептам. Часто в сконы добавляют изюм. Кроме изюма, может быть использовано много других добавок, однако классическим считается скон без начинки. Хотя большинство сконов умеренно сладкие или нейтральные, существуют и пикантные разновидности, куда добавляют лук или бекон.

## В бывших колониях

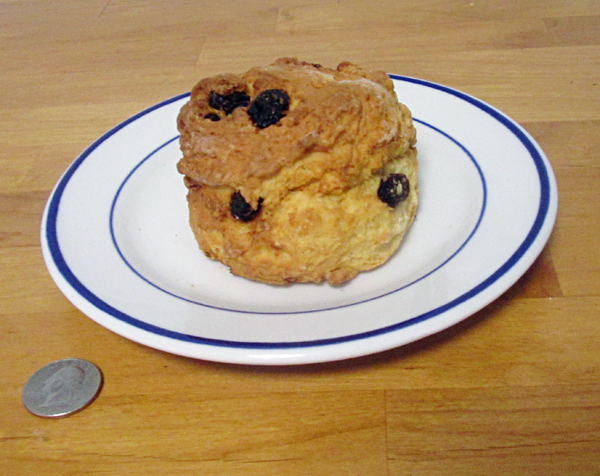
Скон с изюмом

### Австралия
Тыквенные сконы, приготовленные путем добавления в тесто пюре из варёной тыквы, были очень популярны в Австралии благодаря светской даме Флоренс Бьелке-Петерсен, жене высокопоставленного политика, которая включила рецепт тыквенных сконов в свою известную кулинарную книгу. Также в Австралии можно встретить сконы с финиками, которые содержат измельченные сушеные финики, и сконы, обжаренные во фритюре на сковороде. Жареные сконы обычно готовят в холодные месяцы, они носят название «пуфталун».

### Новая Зеландия
В Новой Зеландии популярны сырные сконы, нередко подаваемые в кафе. Однако для приготовления сконов по рецепту из популярной в этой стране поваренной книги Эдмондса используются только мука, разрыхлитель, соль, масло и молоко. Сконы популярны в Новой Зеландии и часто воспринимаются как часть «кивианы» (шуточное название новозеландского культурного наследия).